# HMS Achates (H12)
Lo HMS Achates (pennant number H12) fu un cacciatorpediniere della Royal Navy britannica, varato nel 1929 e appartenente alla classe A.
Allo scoppio della seconda guerra mondiale la nave fu impiegata principalmente come unità di scorta ai convogli mercantili nell'oceano Atlantico, ma accompagnò anche le unità maggiori della Home Fleet durante gli eventi della battaglia dello stretto di Danimarca e della caccia alla Bismarck nel maggio 1941. In seguito la nave operò prevalentemente nel teatro bellico dell'Artico come unità di scorta ai convogli diretti in Unione Sovietica, salvo un breve dispiegamento nel mar Mediterraneo nel novembre 1942 per prendere parte agli sbarchi dell'operazione Torch.
Salpata di scorta al "convoglio artico" JW 51B, la nave fu coinvolta il 31 dicembre 1942 negli eventi della battaglia del mare di Barents: centrata più volte dal fuoco dell'incrociatore tedesco Admiral Hipper, l'Achates affondò a sud-est dell'Isola degli Orsi con gravi perdite tra il suo equipaggio.

## Storia

### Entrata in servizio e operazioni in Atlantico

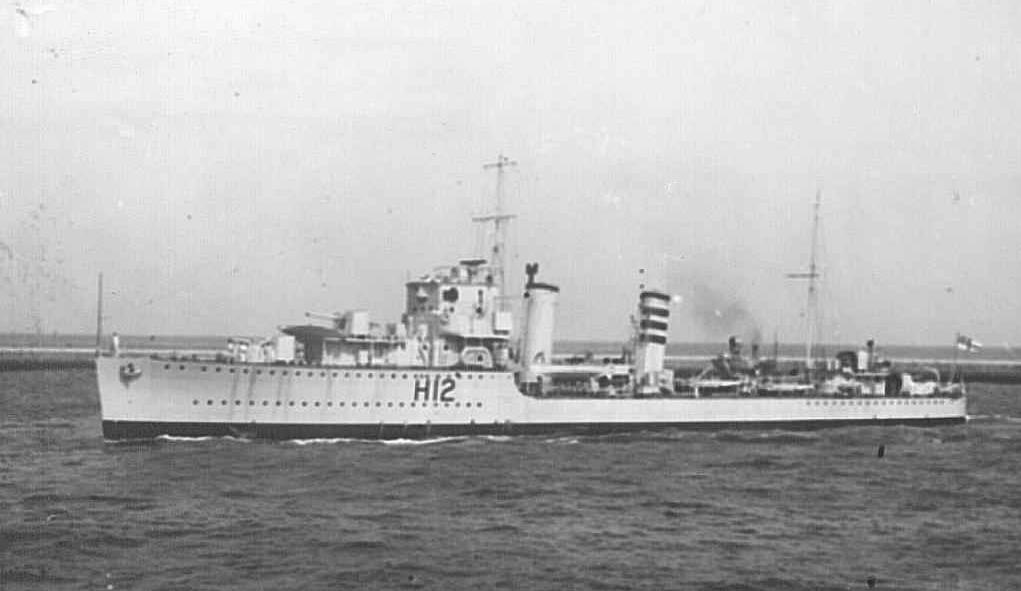
La nave negli anni 1930

Ordinata il 6 marzo 1928 ai cantieri della John Brown & Company di Clydebank, la nave fu impostata l'11 settembre 1928 e varata il 4 ottobre 1929 con il nome di Achates (dal personaggio mitologico di Acate); l'unità entrò poi in servizio il 27 marzo 1930. Nel corso del periodo interbellico la nave prestò servizio in forza alla Mediterranean Fleet e alla Home Fleet, mentre dal 1938 fu assegnata alla Devonport Local Flotilla dislocata presso la base HMNB Devonport nel sud dell'Inghilterra.
Allo scoppio della guerra nel settembre 1939 l'Achates era in forza alla 18th Destroyer Flotilla di base a Portsmouth, e fu subito impegnato in missioni di pattugliamento anti-sommergibili nella zona del canale de La Manica; nel gennaio 1940 l'unità fu invece inviata nella zona degli approcci occidentali alle isole britanniche per fornire scorta ai convogli di mercantili in navigazione nell'oceano Atlantico. Nel luglio seguente la nave fu riassegnata in forza alla 16th Destroyer Flotilla di base ad Harwich, venendo impiegata in missioni di pattugliamento e scorta ai convogli nelle acque del Mare del Nord; in ottobre il cacciatorpediniere tornò alle missioni di scorta ai convogli in Atlantico, e in novembre fu assegnato in forza al 4th Escort Group di base a Greenock. Il 2 novembre, mentre scortava il convoglio  OB237, l'Achates fu distaccato per dare la caccia al sommergibile tedesco U-31 che aveva tentato un attacco, ma l'azione dovette essere interrotta dopo che l'apparato ASDIC del cacciatorpediniere si fu guastato; il sommergibile fu poco dopo colato a picco dal cacciatorpediniere HMS Antelope.
La nave continuò con le missioni di scorta ai convogli in Atlantico fino al maggio 1941, quando fu riportata in forza alla Home Fleet per svolgere compiti di scorta alle unità da battaglia della flotta principale. Il 23 maggio l'Achates salpò quindi da Scapa Flow come parte della formazione dell'ammiraglio Lancelot Holland, diretta a intercettare una sortita in Atlantico della nave da battaglia tedesca Bismarck; il cacciatorpediniere fu quindi presente alla battaglia dello stretto di Danimarca il 24 maggio, nel corso della quale i britannici furono sconfitti perdendo l'incrociatore da battaglia HMS Hood. Il cacciatorpediniere prese quindi parte brevemente alla successiva caccia alla Bismarck, per poi rientrare nel Regno Unito il 28 maggio di scorta alla nave da battaglia HMS Prince of Wales, danneggiata nel precedente combattimento con i tedeschi.
Il cacciatorpediniere tornò alle missioni di scorta al traffico mercantile in Atlantico nel giugno 1941, e l'8 giugno trasse in salvo 16 superstiti del mercantile Kingston Hill affondato da un U-Boot a sud-ovest delle isole di Capo Verde. Il 23 luglio invece l'Achates lasciò Scapa Flow come parte di una formazione di portaerei britanniche dirette a condurre un'incursione sui porti di Kirkenes e Petsamo nel nord della Scandinavia; mentre transitava al largo dell'Islanda, il 25 luglio il cacciatorpediniere accusò un blocco dell'apparato motore a causa di infiltrazioni d'acqua nel carburante, e mentre procedeva alla deriva finì con l'incappare in uno sbarramento minato britannico posto al largo di Seyðisfjörður: l'esplosione di una mina causò gravi danni strutturali, la perdita dell'intera sezione di prua e vasti allagamenti, oltre a 63 morti e 25 feriti tra l'equipaggio. Rifugiatasi a Seyðisfjörður, dopo sommarie riparazioni la nave fu presa al traino dal rimorchiatore Assurance il 7 agosto per rientrare nel Regno Unito, anche se nuovi danni causati dal mare in tempesta la obbligarono a fermarsi alle Fær Øer l'11 agosto; l'unità riuscì infine a raggiungere il Port of Tyne il 21 agosto dove fu messa in cantiere per estesi lavori di riparazione.

### Operazioni nel teatro artico e mediterraneo

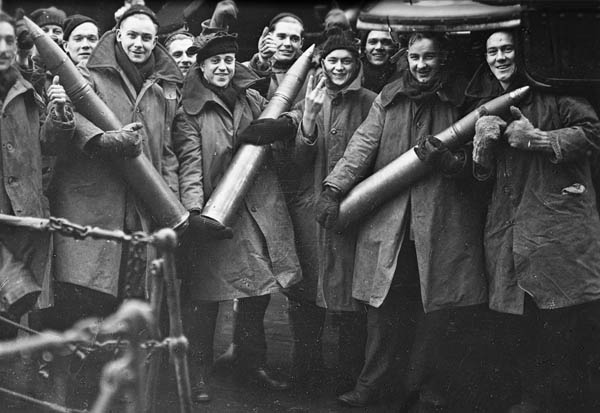
Superstiti dellAchates recuperati al termine della battaglia del mare di Barents

Il cacciatorpediniere tornò pienamente operativo solo all'inizio di aprile 1942; nel corso delle riparazioni erano stati condotti vari interventi di modernizzazione, tra cui l'installazione di un apparato radar Type 271 di scoperta di superficie e la sostituzione del cannone da 120 mm di prua con un lanciatore per bombe di profondità tipo "Porcospino". Dopo un breve periodo a Greenock per la scorta ai mercantili in Atlantico, alla fine di maggio l'Achates fu assegnato alla protezione dei "convogli artici" diretti a Murmansk e Arcangelo nel nord della Russia. Il 23 maggio il cacciatorpediniere fece quindi parte della scorta del convoglio PQ 16, sostenendo ripetuti attacchi aerei tedeschi nonché, il 26 maggio, un tentativo di siluramento ad opera del sommergibile U-591 andato a vuoto; la nave rientrò quindi nel Regno Unito alla fine di giugno fornendo protezione al convoglio QP 13 diretto in senso opposto al primo.
La successiva missione di scorta dell'Achates sulla rotta artica fu all'inizio di settembre, quando il cacciatorpediniere si aggregò al PQ 18 diretto ad Arcangelo; il convoglio fu flagellato dagli attacchi aerei e di sommergibili tedeschi, ma l'Achates non riportò danni e rientrò per conto proprio a Scapa Flow alla fine del mese. All'inizio di novembre l'unità fu temporaneamente distolta dalle operazioni sulla rotta artica per prendere parte all'operazione Torch, lo sbarco anglo-statunitense nelle colonie francesi del Nordafrica; assegnato alla Central Task Force incaricata di coprire gli sbarchi a Orano, l'8 novembre in coppia con il cacciatorpediniere HMS Westcott localizzò e affondò i sommergibili Actéon e Argonaute della Francia di Vichy che tentavano di muovere all'attacco della flotta d'invasione.
L'Achates lasciò il mar Mediterraneo in dicembre per tornare in Islanda e riprendere le missioni di scorta ai mercantili sulla rotta artica. Il 25 dicembre la nave si aggregò alla scorta del convoglio JW 51B diretto a Murmansk, ma il 31 dicembre seguente la formazione fu attaccata da una squadra di navi di superficie tedesche a settentrione di Capo Nord, azione sfociata nella battaglia del mare di Barents; mentre era intento a stendere una cortina fumogena per proteggere i mercantili, intorno alle 09:30 il cacciatorpediniere fu inquadrato dal tiro dei grossi calibri dell'incrociatore tedesco Admiral Hipper, subendo gravi danni: l'armamento principale fu messo fuori uso, la sovrastruttura e il ponte di comando furono devastati e la nave immobilizzata. Il peschereccio armato HMT Northern Gem cercò di prestarle assistenza e di prenderla a rimorchio, ma alle 11:15 altri colpi dello Hipper si abbatterono sulla nave che alla fine fu abbandonata. Il relitto dell'Achates affondò quindi alle 13:15 nella posizione 73º 18' N, 30º 06' E, circa 135 miglia a sud-est dell'Isola degli Orsi, portando con sé i corpi di 113 membri del suo equipaggio tra cui quello del comandante, capitano di corvetta Arthur Henry Tyndall Johns, insignito postumo del Distinguished Service Order.